# Robert Saxton
Pour les articles homonymes, voir Saxton.
Robert Saxton (Londres, 8 octobre 1953) est un compositeur britannique.

## Biographie
Robert Saxton naît à Londres. Sa grand-mère maternelle est une pianiste amateur et son grand-père, mathématicien à Cambridge, chante également en amateur. Il commence à composer à l'âge de six ans, apprend le piano et le violon et fait ses études à la Bryanston School. Entre neuf et quatorze ans, il étudie occasionnellement la composition avec Benjamin Britten, puis régulièrement avec Elisabeth Lutyens entre 1970 et 1974,. Suivent ses études dans les universités de Cambridge et d'Oxford, avec respectivement Robin Holloway et Robert Sherlaw Johnson. Il obtient son BA en 1975 et son doctorat en musique à l'université d'Oxford, en 1992, puis travaille aussi avec Luciano Berio.
À vingt-et-un ans, il remporte le Prix Gaudeamus des compositeurs aux Pays-Bas. En 1986 aux États-Unis, il reçoit une bourse Fulbright des arts, où il est compositeur en résidence à Princeton et assistant d'Oliver Knussen à Tanglewood. 
En 1995, il codirige les cours de composition avec Peter Maxwell Davies, sur l'île de Hoy, en Écosse. Il dirige les cours de composition au cours d'été de Dartington, à plusieurs reprises et y assure le poste de directeur artistique du laboratoire de l'Opéra. Il est régulièrement un membre de la télévision du canal 4 de la BBC, pour l'équipe des commentateurs lors des diffusions des Proms. Il est également membre du conseil du Southbank Centre pendant une période de neuf ans et compositeur en association de la Purcell School.
Robert Saxton reçoit commande d'œuvres par les plus prestigieux ensembles du Royaume-Uni ou des États-Unis, tels la BBC (pour la radio ou la télévision), le Symphonique de Londres, le Philharmonique de Londres, l'Orchestre de chambre anglais, le London Sinfonietta, le Nash Ensemble, le Quatuor Chilingirian, l'Orchestre de chambre de Saint Paul (États-Unis), Huddersfield Contemporary Music Festival/Opera North, Aldeburgh, Cheltenham, la Ville de Londres ; d'ensembles vocaux, tels Three Choirs and Lichfield Festivals, Stephen Darlington et le chœur de la Cathédrale Christ Church d'Oxford ; mais également de la part de solistes tels Susan Milan, Susan Bradshaw et Richard Rodney Bennett, Edward Wickham (et son ensemble, The Clerks), Teresa Cahill, Leon Fleisher, Clare Hammond, Steven Isserlis, Mstislav Rostropovitch, John Wallace et le duo Raphael Wallfisch et John York.
Entre 1991 et 1997, Robert Saxton est à la tête du département de composition de la Guildhall School of Music and Drama et de 1998 à 1999, il dirige celui de composition et musique contemporaine à la Royal Academy of Music. Il est actuellement professeur de composition et chargé de travaux pratiques au Worcester College, d'Oxford et administrateur des bourses de la fondation Mendelssohn/Boise. 
De 1972 à 1998 sa musique est publiée par Chester puis par University of York Music Press et Ricordi. En 2015, il a été élu un Hon Fellow de St Catharine's College de Cambridge.
Le Quatuor à cordes no 3 de Robert Saxton, commande du Southbank Centre de Londres, est créé par le Quatuor Arditti en mai 2011. En 2012, il compose pour le festival de Lieder d'Oxford et pour le baryton Roderick Williams ainsi que le pianiste Andrew West un cycle de mélodies, les interprètes ayant fait une tournée au Royaume-Uni.
Il est marié à la soprano Teresa Cahill.

## Dates importantes
- 1975 – Premier prix du concours Gaudeamus  des Pays-Bas pour What Does the Song Hope For?.
- 1977 – création de Echoes of the Glass Bead Game au Wigmore Hall, de Londres.
- 1986 – Bourse Fulbright de l'Université Princeton.
- 1991 – création de Caritas par l'Opera North à l'Opéra de Wakefield, lors du festival de musique contemporaine de Huddersfield.
- 1993 – création par Mstislav Rostropovich et l'Orchestre symphonique de Londres du Concerto pour violoncelle et orchestre.
- 1997 – création de Prayer before Sleep au centre Barbican, à Londres.
- 2010 – création et radiodifusion sur la BBC Radio 3, de The Wandering Jew par l'Orchestre symphonique de la BBC, les BBC Singers dirigés par Andre de Ridder avec pour solistes Roderick Williams et Teresa Cahill.
- 2011 – parution du disque, The Wandering Jew sur le label NMC

## Style et œuvre
Robert Saxton est d'abord sous l'influence de Schönberg (et plus particulièrement Die Jakobsleiter), ses autres modèles étant Carter, Lutosławski et Boulez. D'autres influences ont marqué sont parcourt tels Messiaen pour le rythme, « de même que les œuvres extatiques et visionnaires de Tippett, Vaughan Williams et Holst ».
Dans ses dernières œuvres, Saxton est passé à un langage plus traditionnel qui renoue avec la tonalité et les thèmes, tout en restant dans son expérience modernistes. Ce remaniement des techniques traditionnelles sont influencées, notamment, par Britten et d'autres éléments de sa textures musicale, par les anciens compositeurs de la période Tudor tels, Dunstable, Tallis et Byrd ; notamment (avec le Lulu de Berg), dans son opéra Caritas (1991).
Son œuvre comprend notamment Ring Time (1994), A Yardstick to the Stars (1995), Canticum Luminis (1995), Music for St Catharine pour orgue (1998), une sonate pour violoncelle seul (2000), Cinq Motets (2003), un opéra pour la radio, The Wandering Jew (2010) et son quatuor à cordes n° 3 (2011).
- Processions and Dances (1981) pour grand ensemble de chambre
- The Ring of Eternity (1983) pour orchestre
- Concerto pour orchestre (1984)
- The Sentinel of the Rainbow (1984) pour orchestre de chambre
- Chamber Symphony: The Circles of Light (1985–1986)
- Concerto pour alto (1986)
- Chacony pour piano pour la main gauche (1988) — commande d'Oliver Knussen pour Leon Fleisher
- Concerto pour violon (1989)
- Caritas (1991) opéra
- Invocation, Dance and Meditation (1991) pour alto et piano
- Concerto pour violoncelle (1993)
- Songs, Dances and Ellipses (1997) pour quatuor à cordes
- Five Motets (2003) pour chœur
- The Wandering Jew (2010) opéra pour la radio
- Magnificat & Nunc Dimittis (2010) pour chœur
- Quatuor à cordes n° 3 (2011)

## Écrits
- Robert Saxton, « Where do I Begin? », Musical Times, cxxxv (1994), p. 623–633
- Robert Saxton, The Process of Composition from Detection to Confection, dans Thomas, W. (éd.), Composition – Performance – Reception: Studies in the Creative Process in Music, Ashgate, 1998  (ISBN 1-85928-325-X)

## Discographie
Les enregistrements de Robert Saxton sont publiés sur les labels Collins Classics, Sony Classical, Hyperion, Metier, EMI, NMC, Signum et Divine Art.
Parmi les plus récents enregistrements figurent un concerto pour trompette, « Shakespeare Scenes », pour Simon Desbruslais et l'Orchestra of the Swan, publié par Signum en 2014 et son opéra pour la radio, Le Juif-Errant, paru en 2011 chez NMC.
- Concerto pour Orchestre ; The sentinel of the rainbow ; The ring of eternity ; Symphonie de chambre : the circles of light - Sebastian Bell, flûte et piccolo ; Joy Farrall, clarinette et clarinette basse ; James Holland, percussion ; Nona Liddell, violon et alto ; Christopher van Kampen, violoncelle ; John Constable, piano et celesta ; BBC Symphony Orchestra ; London Sinfonietta, dir. Oliver Knussen (22-23 mars 1989, EMI Classics CDM5665302[7] (OCLC 1012098344)
- A yardstick to the stars - Teresa Cahill, soprano ; John Constable et John McCabe, piano ; Paul Silverthorne, alto ; Brunel Ensemble, dir. Christopher Austin (25-27 septembre 1997, NMC) (OCLC 45770807)
- Caritas ; Musique pour célébrer la Résurrection du Christ; Je vais Éveillé à l'Aube; au Début; Concerto pour violon et orchestre] – NMC-Ancora CNG D102[8]
- Chacony – Sony Classical SK48081[9]